# Elitserien i baseboll 1974
Elitserien i baseboll 1974 var den för 1974 års säsong högsta serien i baseboll i Sverige. Serien korade ingen officiell svensk mästare, segraren blev dock riksmästare. Totalt deltog 7 lag i serien, där alla lag spelade mot varandra två gånger vilket gav totalt tolv omgångar. Efter detta gick de tre främsta vidare till RM-serien och de fyra sämsta till nedflyttningsserien. Vinnaren av RM-serien blev riksmästare och förloraren av nedflyttningsserien skulle få spela ett nedflyttningsplayoff. Denna säsong spelades dock inget sådant playoff och inget lag flyttades ner (trots namnet).

## Grundserien
| Nr | Lag             | Matcher | Vunna | Förlorade | Vinstprocent |
| -- | --------------- | ------- | ----- | --------- | ------------ |
| 1  | Bagarmossen     | 12      | 11    | 1         | 0.917        |
| 2  | Leksand         | 12      | 11    | 1         | 0.917        |
| 3  | Ljusdal Strikes | 12      | 6     | 6         | 0.500        |
| 4  | Broncos         | 12      | 6     | 6         | 0.500        |
| 5  | Obnok           | 12      | 5     | 7         | 0.417        |
| 6  | Sundbyberg      | 12      | 2     | 10        | 0.167        |
| 7  | Skarpnäck       | 12      | 1     | 11        | 0.083        |

## RM-serien
| Nr | Lag             | Matcher | Vunna | Förlorade | Vinstprocent |
| -- | --------------- | ------- | ----- | --------- | ------------ |
| 1  | Bagarmossen     | 8       | 6     | 2         | 0.750        |
| 2  | Leksand         | 8       | 4     | 4         | 0.500        |
| 3  | Ljusdal Strikes | 8       | 2     | 6         | 0.250        |

## Nedflyttningsserien
Den sista matchen mellan Obnok och Skarpnäck spelades ej då den inte skulle ha någon inverkan på sluttabellen.
| Nr | Lag        | Matcher | Vunna | Förlorade | Vinstprocent |
| -- | ---------- | ------- | ----- | --------- | ------------ |
| 1  | Broncos    | 9       | 7     | 2         | 0.778        |
| 2  | Obnok      | 8       | 5     | 3         | 0.625        |
| 3  | Sundbyberg | 9       | 5     | 4         | 0.556        |
| 3  | Skarpnäck  | 8       | 0     | 8         | 0.000        |

### Webbkällor
- Svenska Baseboll- och Softbollförbundet, Elitserien 1963-